# 烏蘇里灣
烏蘇里灣（羅馬化：Ussuriyskiy Zaliv）是彼得大帝湾東北部的海灣，长51公里，宽42公里，最深处67米，是濱海邊疆區的熱門休閒地點，海參崴位於海灣西岸。